# Hippia packardi
Hippia packardi är en fjärilsart som beskrevs av Morris 1875. Hippia packardi ingår i släktet Hippia och familjen tandspinnare. Inga underarter finns listade i Catalogue of Life.